# Montpedrós (Santa Coloma de Cervelló)
El Montpedrós és una muntanya de 348 metres que es troba entre els municipis de Santa Coloma de Cervelló, Sant Vicenç dels Horts i Torrelles de Llobregat, a la comarca del Baix Llobregat.
Al cim s'hi troben un vèrtex geodèsic (referència 285127002) i l'ermita de Sant Antoni. A uns 75 m direcció nord de l'ermita es troba una pedra tallada per l'artista plàstic Francesc Punsola, col·locada als anys 1990 i mutilada l'any 2020, que popularment - però erròniament - s'ha associat als gravats rupestres.